# Raión de Velyka Novosilka
Raión de Velyka Novosilka (en ucraniano: Великоновосілківський район) es un raión o distrito de Ucrania en el óblast de Donetsk. La capital fue la ciudad de Velyka Novosilka.
Comprende una superficie de 1900 km².

## Demografía
Según estimación 2010 contaba con una población total de 45000 habitantes.

## Otros datos
El código KOATUU es 1421200000. El código postal 85500 y el prefijo telefónico +380 6243.